# Cerro Quiindy
El Cerro Quiindy es un montículo situado en el Departamento de Paraguarí, República del Paraguay, en la jurisdicción del municipio homónimo de Quiindy. Esta cumbre se encuentra a siete kilómetros aproximadamente, en línea recta al este, del casco urbano de la ciudad que lleva su nombre. Su pico es de 331 metros sobre el nivel del mar.
Su acceso por la ruta 1 (carretera nacional) es a través de un camino terraplenado que conduce a la ciudad de Ybycuí al sur. Dicho acceso, viajando por la ruta 1 Mariscal López, se podrá encontrar al sur del radio urbano de Quiindy. Se ubica en las coordenadas25°58′13″S 57°9′48″O / -25.97028, -57.16333.